# Miguel Barragán
Miguel Francisco Barragán y Ortiz de Zarate (Ciudad del Maíz, San Luis Potosí; 8 de marzo de 1789 - Ciudad de México, 1 de marzo de 1836), fue un político y militar mexicano que se desempeñó como Presidente de México en calidad de interino entre 1835 y 1836.

## Primeros años y formación
Miguel Barragán nació en ciudad del Maíz, situada en San Luis Potosí, el 8 de marzo de 1789. Fueron sus padres Miguel Barragán Jáuregui y Clara Josefa Ortiz de Zárate Moctezuma Andrada, ambos descendientes del emperador Moctezuma Xocoyotzin. El general Barragán estudió para ser militar. 
Se enroló en el ejército realista y fue ascendiendo grado por grado: en el año de 1810, como alférez, estuvo al lado de Félix María Calleja y de Anastasio Bustamante. Como coronel, secundó al plan de Iguala y comandó la caballería del Ejército Trigarante que entró el 27 de septiembre de 1821 a la Ciudad de México. Se opuso a la designación de Agustín de Iturbide como emperador, fue encarcelado y puesto en libertad al proclamarse la república.

## Carrera militar
En 1824 el Congreso Local lo nombró Gobernador Constitucional del recién creado Estado de Veracruz. Su régimen abarcó del 20 de mayo de 1824 al 5 de enero de 1828 y durante ese tiempo tuvieron lugar sucesos tan importantes como la jura de la Constitución de Veracruz y la ocupación del último reducto español en México, la Fortaleza de San Juan de Ulúa.
Por secundar el plan de Montaño fue aprehendido y recluido en San Juan de Ulúa y trasladado a los calabozos de la ex inquisición y finalmente fue desterrado en 1827. Salió del país rumbo a Guayaquil para pasar después a Guatemala, Estados Unidos y Europa. En 1829, el presidente Vicente Guerrero le otorgó la amnistía. Regresó a México para reintegrarse a la política nacional. Manifestó su antipatía hacia el régimen de Anastasio Bustamante. 
Se desempeñó como secretario de Guerra en el gabinete de Santa Anna en 1833. Poco después, el doctor Valentín Gómez Farías lo llamó para ocupar el mismo cargo de diciembre de 1833 a febrero de 1834.

## Presidencia
Hastiado del poder, el presidente Antonio López de Santa Anna pidió licencia y logró que el Congreso designara al general Barragán presidente interino de la República, mientras Santa Anna se ausentaba a su hacienda de Manga de Clavo. Al ocupar la presidencia, el general Barragán gozaba de una excelente reputación ganada en los terrenos del patriotismo y en su lealtad a los principios republicanos.
Como presidente se le reconocía por sus caballerosos modales y su mostrada probidad en la administración pública. Coherente en su profunda religiosidad, era normal verlo dando de su bolsillo ayuda a viudas, enfermos e inválidos, haciendo caridad y asistiendo a un sinnúmero de celebraciones religiosas. Durante su administración, la república dejó de ser federal y se convirtió en centralista. El general Barragán fue el primero en tomar las providencias para hacer frente a la rebelión de los texanos que luchaban por su independencia.

## Muerte
En febrero de 1836, Barragán se encontraba atendiendo los asuntos de guerra en Texas cuando una terrible enfermedad lo invadió. Como el general Barragán era muy querido entre los mexicanos, el pueblo acudió al Palacio Nacional para informarse sobre su estado de salud. 
Al cabo de unos días, la fiebre pútrida acabó con su vida el 1 de marzo de 1836. Como última voluntad, don Miguel pidió que su cuerpo fuera dividido y conducido a los lugares donde había escrito la historia de su vida. Una parte quedó sepultada en la catedral de México y los ojos en su ciudad natal (Ciudad del Maíz), el corazón en Guadalajara, las entrañas en la colegiata de Guadalupe y en la capilla del señor de Santa Teresa y la lengua en San Juan de Ulúa. 
Su esposa se llamó Manuela de Trebuesto y Casasola hija de los Condes de Miravalle, y también descendiente de Moctezuma, con quién casó el 18 de noviembre de 1821. Curiosamente, producto de este matrimonio, Barragán fue cuñado del I Conde de Regla don Pedro Romero de Terreros. El también general Juan Barragán Rodríguez fue su bisnieto.[cita requerida]